# Day of the Rope vol. 2
Day of the Rope vol. 2 – album muzyczny, wydany w Polsce, zawierający utwory różnych wykonawców muzycznych. Publikacja ukazała się w 2006 r. nakładem wytwórni muzycznej Strong Survive Records. Jest drugim albumem wydanym w ramach serii wydawniczej publikowanej pod szyldem „Day of the Rope” zawierającej składanki utworów granych przez wykonawców pochodzących z różnych krajów całego świata. Muzyka prezentowana w albumie zaliczana jest do sceny Rock Against Communism, hatecore i White Power, a pod względem muzycznym do takich nurtów jak hard rock, oi!, heavy metal, hardcore.

## Historia i album
Album muzyczny „Day of the Rope vol. 2”, będący kompilacją, w której zamieszczono utwory różnych wykonawców muzycznych pochodzących z kilku krajów europejskich, jest drugą częścią  serii wydawniczej publikowanej pod dewizą „Day of the Rope” zawierającej składanki utworów muzycznych granych przez wykonawców pochodzących z różnych krajów całego świata. Wydany został w 2006 r., w Polsce. Jego wydawcą jest wytwórnia muzyczna specjalizująca się w wydawnictwach związanych ze sceną Rock Against Communism, National Socialist Black Metal, White Power, Hatecore – Strong Survive Records. W ramach wytwórni album otrzymał identyfikator – SSR 2006 CD 031.
Jako nośnik danych dla ścieżki dźwiękowej wykorzystano jedną płytę kompaktową. Ma ona przypisane następujące identyfikatory: Matrix / Runout: 1701389802 GM Records www.gmrecords.pl, Mastering SID Code: IFPI LT57, Mould SID Code: IFPI Z935. Czas trwania płyty wynosi 1 godzinę, 8 minut i 36 sekund. Tłoczenie płyt wykonano w firmie GM Records (identyfikator albumu – 1701389802). Szatę graficzną opracował Krzysiek K.. Sama okładka pod względem designu jest prosta, w tonacji biało-szaro-czarnej i przedstawia sznur oraz szubienicę na wyniesionym podeście. Poza tytułem, krótkimi danymi o wydawcy, wydaniu oraz listą wykonawców i utworów do albumu nie dołączono jakichkolwiek innych informacji.
Wcześniejsza, pierwsza część serii, pod tytułem „Day of the Rope vol. 1”, została wydana w 2001 r., a następna zatytułowana „Day of the Rope vol. 3” ukazała się w 2008 r..
Tytuł serii i niniejszego albumu „Day of the Rope” nawiązuje do znanej w slangu hatecore idei „dnia sznura” wywiedzionej w powieści autorstwa William Pierce, a opublikowanej przez niego pod pseudonimem Andrew Macdonald, pod tytułem „Dzienniki Turnera” („The Turner Diaries“). Koncepcja ta stała się znana i popularna w środowiskach związanych z ideologią białej supremacji.

## Wykonawcy
W albumie zamieszczono siedemnaście utworów muzycznych wykonywanych przez piętnastu wykonawców. Dwa utwory wykonuje zespół White Devils, a pozostali po jednym utworze, przy czym pośród nich jedna z grup jest nieznana z nazwy. Są to następujące formacje muzyczne: Angriff, Antisystem, Blackshirts, Direct Action, Ecce Mors, The Gits, Kołowrat, KTC, No Remorce, Razors Edge, Salut, State Impact, Titania, White Devils i jeden nieznany artysta lub grupa, występujący tu pod hasłem „Tribute to Szczery”.
| Lp | Wykonawca          | Kraj            | Liczba utworów |
| -- | ------------------ | --------------- | -------------- |
| 1  | Angriff            | Szwecja         | 1              |
| 2  | Antisystem         | Rosja           | 1              |
| 3  | Blackshirts        | Wielka Brytania | 1              |
| 4  | Direct Action      | Serbia          | 1              |
| 5  | Ecce Mors          | Serbia          | 1              |
| 6  | The Gits           | Polska          | 1              |
| 7  | Kołowrat           | Rosja           | 1              |
| 8  | KTC                | Czechy          | 1              |
| 9  | No Remorce         | Wielka Brytania | 1              |
| 10 | Razors Edge        | Wielka Brytania | 1              |
| 11 | Salut              | Polska          | 1              |
| 12 | State Impact       | Serbia          | 1              |
| 13 | Titania            | Szwecja         | 1              |
| 14 | White Devils       | Polska          | 2              |
| 15 | nieznany wykonawca | brak danych     | 1              |

Tak więc w składance znalazły się po trzy zespoły muzyczne z Polski, Serbii i Wielkiej Brytanii, po dwie formacje ze Szwecji i Rosji oraz jedna z Czech. Nie jest ustalone skąd pochodzi nieznany wykonawca ostatniego w składance utworu.

## Muzyka
Muzyka prezentowana w utworach zamieszczonych w kompilacji zaliczana jest do gatunku muzycznego jakim jest rock, a w szczególności w jego obrębie do takich nurtów muzycznych jak hard rock, oi!, heavy metal. Poszczególne zespoły wykonują utwory muzyczne będące ich kompozycjami, albo covery utworów innych wykonawców, a mianowicie zespół muzyczny The Gits wykonuje utwór „Polska” będący aranżacją utworu Skrewdriver, Kołowrat prezentuje utwór będący coverem kompozycji Honoru oraz nieznany wykonawca prezentuje piosenkę „Moja Krew / My Blood - Tribute To Szczery”, która jest przeróbką utworu formacji Republika.

## Utwory
| lp. | Wykonawca        | tytuł                                     | czas min.:sek. |
| --- | ---------------- | ----------------------------------------- | -------------- |
| 1   | Salut            | Pod presja systemu                        | 5:17           |
| 2   | Titania          | Fighting for my land                      | 3:07           |
| 3   | Kołowrat         | NS                                        | 4:04           |
| 4   | State Impact     | White Power                               | 4:34           |
| 5   | Angriff          | Final fight                               | 5:05           |
| 6   | No Remorce       | Oi monkey                                 | 4:34           |
| 7   | Ecce Mors        | Seven                                     | 4:01           |
| 8   | Razors Edge      | Rock those fucking reds                   | 3:31           |
| 9   | Direct Action    | Kosovo for Serbs                          | 4:47           |
| 10  | White Devils     | W walce o NS                              | 3:20           |
| 11  | Titania          | Kämpa för Sverige                         | 4:02           |
| 12  | KTC              | Sirens                                    | 3:29           |
| 13  | Blackshirts      | We are the Blackshirts                    | 2:42           |
| 14  | The Gits         | Poland                                    | 2:52           |
| 15  | Antisystem       | Life is a struggle                        | 4:15           |
| 16  | White Devils     | Pewna historia                            | 3:59           |
| 17  | nieznany artysta | Moja Krew / My Blood – Tribute To Szczery | 4:57           |

## Odbiór i opinie
Zarówno cała seria składanek „Day of the Rope”, jak i ten album, przez zwolenników takiej muzyki, twórczości i przekazu z niej płynącego, oceniane są bardzo wysoko, nawet jako jedna z najlepszych na świecie, na czas wydania, i najlepsza ówcześnie w Polsce. Ten konkretny album poświęcony został zmarłemu Mariuszowi „Szczeremu” Szczerskiemu, wokaliście zespołu Honor. Zespoły dobrane na składankę, pochodzące z kilku krajów Europy, prezentują różny poziom, przy czym są to zarówno kapele bardzo znane jak i o nieco mniejszej popularności. Pośród tych pierwszych wymieniane są bardzo wysoko oceniane pod względem twórczości Razors Edge, Blackshirts, No Remorse, The Gits, Kolovrat, i Salut. Z kolei mniej znane zespoły prezentują już różny poziom muzycznych. Wśród nich jako dobre lub niezłe wymieniane są grupy Titania, White Devils, Antisystem i KTC. Zaś jako szczególnie wyróżniający się utwór podawany jest utwór „Moja Krew / My Blood – Tribute To Szczery” będący coverem utworu formacji Republika. Należy on do tego typu piosenek, które nikogo nie pozostawią obojętnym. Generalnie zaś według opinii jednego z recenzentów jest to pozycja, którą zdecydowanie warto posiadać.